# Litaneutria minor
Litaneutria minor är en bönsyrseart som beskrevs av Samuel Hubbard Scudder 1872. Litaneutria minor ingår i släktet Litaneutria och familjen Mantidae. Inga underarter finns listade i Catalogue of Life.